# دیو هنن
دیو هنن (انگلیسی: Dave Hannan؛ زادهٔ ۲۶ نوامبر ۱۹۶۱) بازیکن هاکی روی یخ اهل کانادا است.
وی همچنین برندهٔ جوایزی همچون جام استنلی شده‌است.
از باشگاه‌هایی که در آن بازی کرده‌است می‌توان به ادمونتون اویلرز اشاره کرد.